# Saint Bernard, Nam Leyte
St. Bernard là một đô thị hạng 4 ở tỉnh Southern Leyte, Philippines. Theo điều tra dân số năm 2000 của Philipin, đô thị này có dân số 23.089 người trong 4.746 hộ.

## Các đơn vị hành chính
St. Bernard được chia thành 30 barangay.
| - Atuyan - Ayahag - Bantawon - Bolodbolod - Nueva Esperanza (Cabac-an) - Cabagawan - Carnaga - Catmon - Guinsaugon - Himatagon (Pob.) - Himbangan - Himos-onan - Hindag-an - Kauswagan - Panglao - Libas | - Lipanto - Magatas - Magbagacay - Mahayag - Mahayahay - Malibago - Malinao - Panian - San Isidro - Santa Cruz - Sug-angon - Tabontabon - Tambis I - Tambis II - Hinabian |